# Винский, Иосиф Викентьевич
Ио́сиф Вике́нтьевич Ви́нский — украинский политический и государственный деятель.
Министр транспорта и связи Украины с 18 декабря 2007 год до 23 июня 2009 год. Народный депутат Верховной Рады Украины II—VI созывов.

## Биография
Родился 2 января 1956 в с. Лошковцы Дунаевецкого района Хмельницкой области.
Образование — высшее. Окончил Каменец-Подольский сельскохозяйственный институт (1977), инженер-механик; Высшую партийную школу при ЦК КПУ, политолог (1990).
- 1977—1978 — инженер-диагностик Каменец-Подольского РО «Сельхозтехника» Хмельницкой области
- 1978—1979 — главный инженер колхоза им. Щорса ПО «Союзсортнсемовощ» Дубненского р-на Ровненской области.
- 1979—1981 — конструктор, старший инженер Каменец-Подольского отделения Киевского специального КБ «Укрсортсемовощ».
- 1981—1991 — на комсомольской и партийной работе.
- 1991—1994 — начальник технического центра «Беларусь» предприятия «Агропромтехника», г. Хмельницкий.

Четыре раза избирался народным депутатом Верховной рады (II—V созывы), в том числе трижды по партийному списку СПУ — в 1998, 2002 и 2006 годах.
- 1994—1998 — народный депутат Верховной рады Украины 2-го созыва (Городоцкий избирательный округ № 411 Хмельницкой области, выдвинут СПУ). Председатель подкомитета по вопросам экономических реформ, ценообразования, налогов и структурной политики Комитета по вопросам АПК, земельных ресурсов и социального развития села. Фракция СПУ и СелПУ.
- 1998—2002 — народный депутат Верховной рады Украины 3-го созыва (от СПУ-СелПУ). Фракция СПУ и СелПУ («Левый центр») (1998—2001); фракция СПУ (2001—2002). Член Комитета по вопросам экономической политики, управления народным хозяйством, собственности и инвестиций (с 1998).
- с 2002 — народный депутат Верховной рады Украины 4-го созыва (от СПУ). Секретарь Бюджетного комитета. Фракция СПУ, уполномоченный представитель фракции СПУ (с мая 2002).
- с 2006 — народный депутат Верховной рады Украины 5-го созыва (от СПУ).

Член КПСС (1982—1991), СПУ (с октября 1991). В 1981—1991 годах занимал различные должности в комсомольских и партийных организациях.
Возглавлял Хмельницкую областную организацию СПУ. Первый секретарь Политсовета СПУ. С мая 2002 года — первый секретарь политсовета СПУ. Считался наиболее влиятельным членом партии после лидера партии Александра Мороза. (Как-то во время обострения внутрипартийной борьбы Мороз заявил: «или Винский остается, или я выхожу из партии».) Вначале ратовал за активное сотрудничество с Коммунистической партией Украины, после парламентских выборов 2006 года выступал с позиций, близких к Блоку Юлии Тимошенко.
В июле 2006 ушёл в отставку с поста первого секретаря политсовета СПУ в знак протеста против решения Мороза выйти из «оранжевой» правительственной коалиции и объединиться с КПУ и Партией регионов, рассматривая его как предательство интересов рядовых социалистов. Винский обвинил Мороза в предательстве партийных интересов, при этом заявив, что остаётся во фракции: «Это предательство идеалов партии. Мы 15 лет боролись со старым режимом, с режимом Кучмы, а теперь объединяемся с ним (Виктором Януковичем)».
Бокий, Иван Сидорович вспоминал: «Винскому Тимошенко пообещала должность первого вице-премьер-министра, если она станет премьером. Он настолько сжился с этой мыслью, что когда услышал, что мы (СПУ) не будем идти с Юлией Тимошенко, то закричал: „Вы все ублюдки, вы все здесь выродки!“. И так далее».
22 сентября 2006 Винский подписал соглашение о создании парламентской оппозиции во главе с Юлией Тимошенко. 17 октября на заседании политсовета СПУ было принято постановление об исключении Иосифа Винского из партии «за действия, несовместимые с уставом СПУ». 5 октября 2006 народный депутат Иосиф Винский был исключён из фракции СПУ по решению фракции.
17 января 2007 Иосиф Винский сообщил журналистам о вступлении в партию «Всеукраинское объединение „Батькивщина“», возглавляемую Юлией Тимошенко. Решением руководства партии он был введён в состав политсовета и назначен заместителем главы партии, отвечающим за координацию «оппозиционно настроенных депутатов Верховной рады, местных советов, систему кадров и организацию функционирования секретариата партии».

#### Министр транспорта и связи Украины
18 декабря 2007 года назначен на должность министр транспорта и связи Украины.
В декабре 2008 года заявил, что в случае создания коалиции между БЮТ и Партией регионов он подаст в отставку .
В июне 2009 года вышел из партии «Батькивщина», обменявшись рядом критических заявлений с главой партии премьер-министром Украины Юлией Тимошенко. 17 июня 2009 Иосиф Винский подал в отставку с поста Министра транспорта и связи Украины. Согласно Конституции Украины, его заявление должна удовлетворить Верховная рада.
17 сентября 2009 года возглавил народно-патриотическое объединение «Набат». В конце 2009 года возглавил партию «Народная власть».
20 февраля 2016 года в Киевской области преступники совершили разбойное нападение на Винского и ограбили его дом.